# 劉貞 (遼朝)
劉貞（?—?），字号、籍贯均不详，遼朝辛未科狀元。
辽兴宗景福元年（1031年），朝廷开科取士，當年共取中五十七人，赐进士及第。刘贞名列榜首。